# Edward Joshua Cooper
Edward Joshua Cooper (Mei 1798 – 23 april 1863) was een Ierse politicus en astronoom afkomstig uit het graafschap Sligo. Na zijn studie aan de prestigieuze Universiteit van Oxford zetelde hij in het Lagerhuis van het Verenigd Koninkrijk van 1830 tot 1841 en van 1857 tot 1859. Edward Joshua Cooper is echter vooral bekend als de astronoom die de dubbelster NGC 7122 ontdekte en die het Markree-observatorium bouwde.
Andere astronomische objecten die eveneens opgenomen zijn in de New General Catalogue, ontdekt door Edward J. Cooper:
- NGC 46
- NGC 1488
- NGC 2218
- NGC 2248
- NGC 5268
- NGC 7447

- Gemeinsame Normdatei: 117698342
- International Standard Name Identifier: 0000 0000 1337 8599
- Réseau des bibliothèques de Suisse occidentale: 02-A003133611
- Système universitaire de documentation: 158017358
- Virtual International Authority File: 15552880